# Пандіково
Пандіко́во (рос. Пандиково, чув. Пантьăк) — село у Чувашії Російської Федерації, центр Пандіковського сільського поселення Красночетайського району.
Населення — 187 осіб (2010; 237 в 2002, 328 в 1979, 443 в 1939, 424 в 1929, 273 в 1897, 183 в 1869, 195 в 1795).
Національний склад (2002):
- чуваші — 97 %

## Історія
Історичні назви — Преображенське, Спаське. До 1724 року селяни мали статус ясачних, до 1835 — державних, до 1863 року — удільних, займались землеробством, тваринництвом, бондарством, лозоплетінням, ковальством, виробництвом коліс. Діяло 2 церкви: двохпрестольний храм Спаса Преображення Господнього з приділом Архангела Михаїла (1786–1938) та церква Божої Матері Казанської (1795–1941). У 18 столітті діяла винокурня, 1867 року відрито поштову станцію, 1858 року — церковнопарафіяльну школу, з 1870 року — початкове народне училище, з 1913 року — школа грамоти. 1929 року створено колгосп «Культура».
До 1920 року село входило до складу Аліковської сотні Юмачевської волості, Аліковської, Курмиської та Пандіковської волостей Курмиського повіту (у період 1835–1863 років — у складі Курмиського удільного приказу), до 1927 року — до складу Пандіковської та Красночетаївської волості Ядринського повіту (волосний центр у періоди 1918–1923 та 1925–1926 років). З переходом на райони 1927 року — спочатку у складі Красночетайського, у період 1962–1965 років — у складі Шумерлинського, після чого знову передане до складу Красночетайського району.

## Господарство
У селі діють школа-садочок, фельдшерсько-акушерський пункт, клуб, модельна бібліотека, стадіон, пошта та відділення банку, храм, музей, магазин.